# EWB (turnclub)
EWB (vroeger: Koninklijke katholieke turnkring Eikels Worden Bomen, nu Turnkring EWB vzw) is een Belgische turnclub uit de Oost-Vlaamse stad Zottegem. De turnvereniging is aangesloten bij de GymnastiekFederatie Vlaanderen. De sportclub telt zo'n 300 leden.

## Geschiedenis
De gymnastiekclub werd in 1913 opgericht door Jozef Hageman en Louis en Oscar Cousy. Vanaf 1920 kregen de EWB-turners in het gildehuis een lokaal toegewezen en traden op in Zottegem en omliggende gemeenten bij stoeten of kermissen met gedisciplineerde turnoefeningen. In 1932 nam de club deel aan de internationale turnwedstrijd te Nice en behaalde daar met een acrobatienummer de eerste prijs. Uit die groep ontstond het ABC-acrobatietrio (Gilbert Anno, Léonce Buysse en Charles Cochie) dat in 1934 deelnam aan de internationale turnwedstrijd in Straatsburg. In 1948 werd Jean Cornil in Leuven Belgisch kampioen bij de senioren en Gaston Van Daele Oost-Vlaams kampioen bij de junioren. In 1951 kreeg de club de eretitel 'Koninklijke' turnkring. Op 13 april 1953 werd de nieuwe eigen turnzaal in gebruik genomen in de Laurens De Metsstraat; in juni 1953 nam de club deel aan de internationale turnwedstrijd van Versailles. Vanaf 1947 tot 1963 bestond er een apart opgerichte meisjesgymnastiekkring G.O.M.; in 1953 werd echter beslist om parallel een EWB-meisjesafdeling op te richten. In 1971 werd Erik Broekaert Oost-Vlaams kampioen bij de junioren. In het najaar van 1988 werd EWB 75 jaar; dat jubileum werd herdacht met een optocht en ontvangst op het stadhuis. Door de jaren heen verzorgde de club verschillende jaarlijkse optredens onder andere bij turnbond- en turngouwfeesten. In 2000 vond de fusie plaats tussen de jongensafdeling en de meisjesafdeling. Vanaf 2005 werd de eigen turnzaal aan de Laurens De Metsstraat (uit 1953) gerenoveerd; bepaalde afdelingen turnen ook in het stedelijk sportcentrum Bevegemse Vijvers. In 2013 werd het honderdjarige bestaan van EWB gevierd met een turngala, een fototentoonstelling in het Museum voor Folklore en de titel van 'sportlaureaat'. In 2018 nam de turnclub deel aan de Egmontevocatie. EWB houdt een jaarlijks optreden op de Markt tijdens de braderie. 
In 2021 werd bekend dat EWB een gymhal zal creëren in het nieuwe sportcomplex aan het Stedelijk sportstadion Jules Matthijs.

## Afdelingen
De club bestaat uit verschillende afdelingen (Kleutergym, Miniemen, Benjamins, Kadetten, Juffers, Scholieren, Adulten, Senioren) in verschillende turndisciplines (toestelturnen, tumbling, freerunning, acrobatische gymnastiek).

## Afbeeldingen

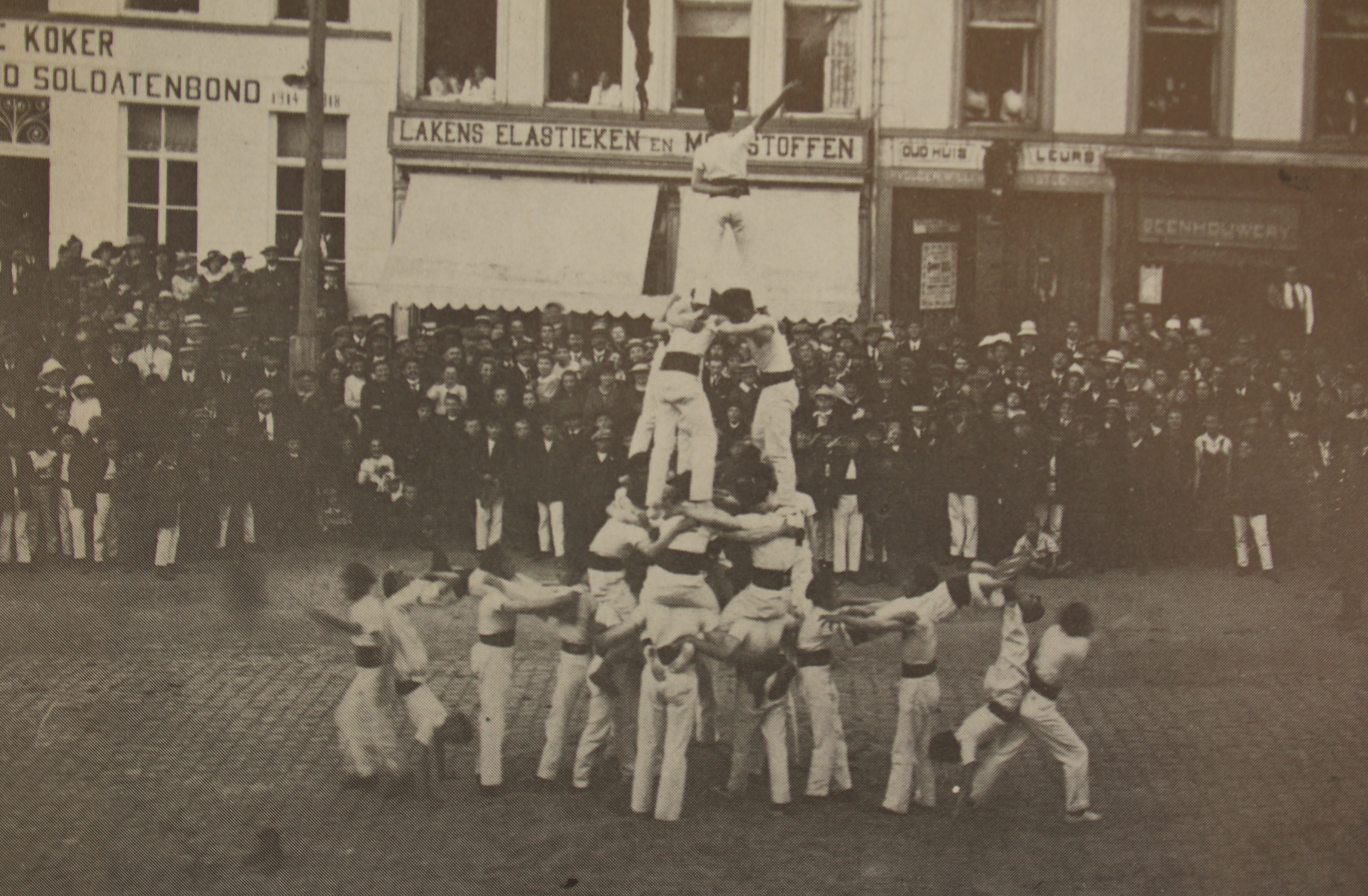
Optreden EWB in 1920
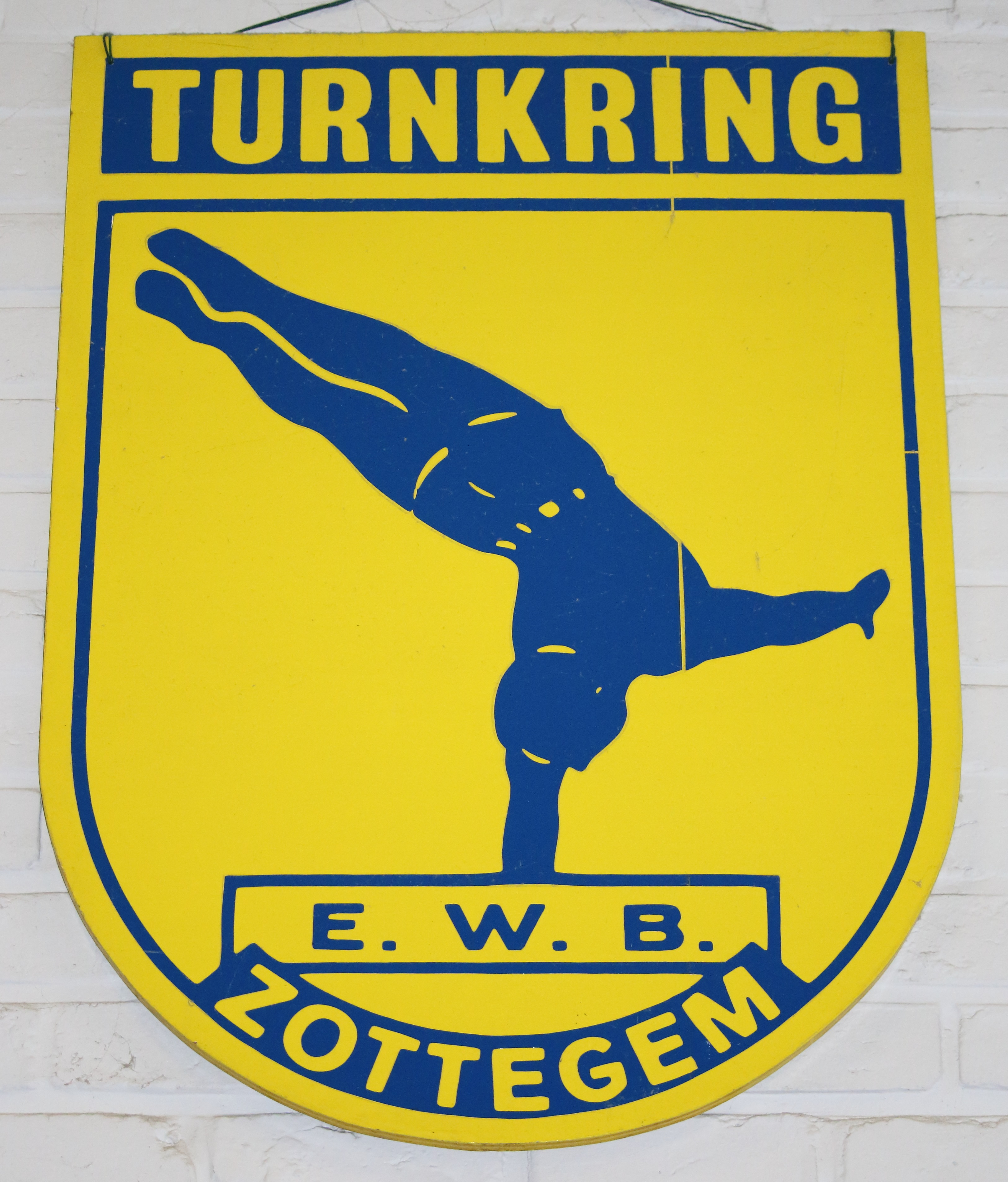
Voormalig logo
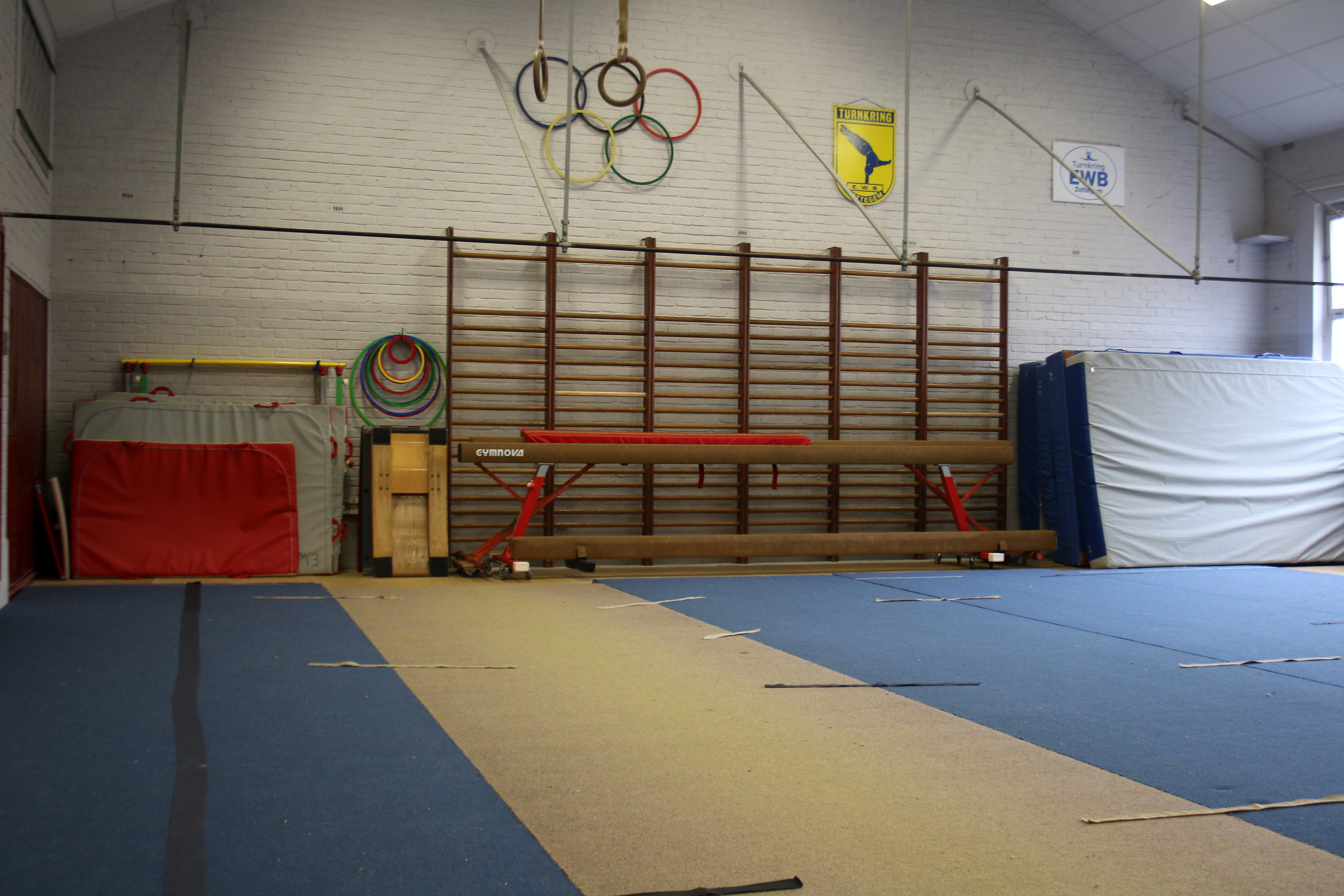
Turnzaal